# San Marco (Castellabate)
Koordinaten: 40° 16′ N, 14° 56′ O

San Marco (Castellabate)

Santa Marco ist ein italienischer Küstenort im Cilento mit etwa 1.200 Einwohnern. Er ist ein Ortsteil der Gemeinde Castellabate in der Provinz Salerno (Kampanien).
Der Ort liegt auf 15 m s.l.m., die Postleitzahl ist 84048 und die Vorwahl ist (+39) 0974. Das Demonym für die Einwohner ist Sanmarchesi.

## Geografie
San Marco ist ein Ortsteil von Castellabate und grenzt im Norden unmittelbar an Santa Maria di Castellabate. Seit 1991 ist der Ort Bestandteil des Nationalpark Cilento und Vallo di Diano sowie Mitglied der Costiera Cilentana.

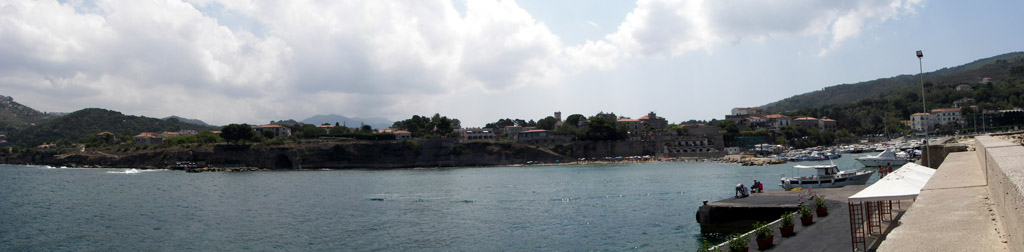
Panorama del porto
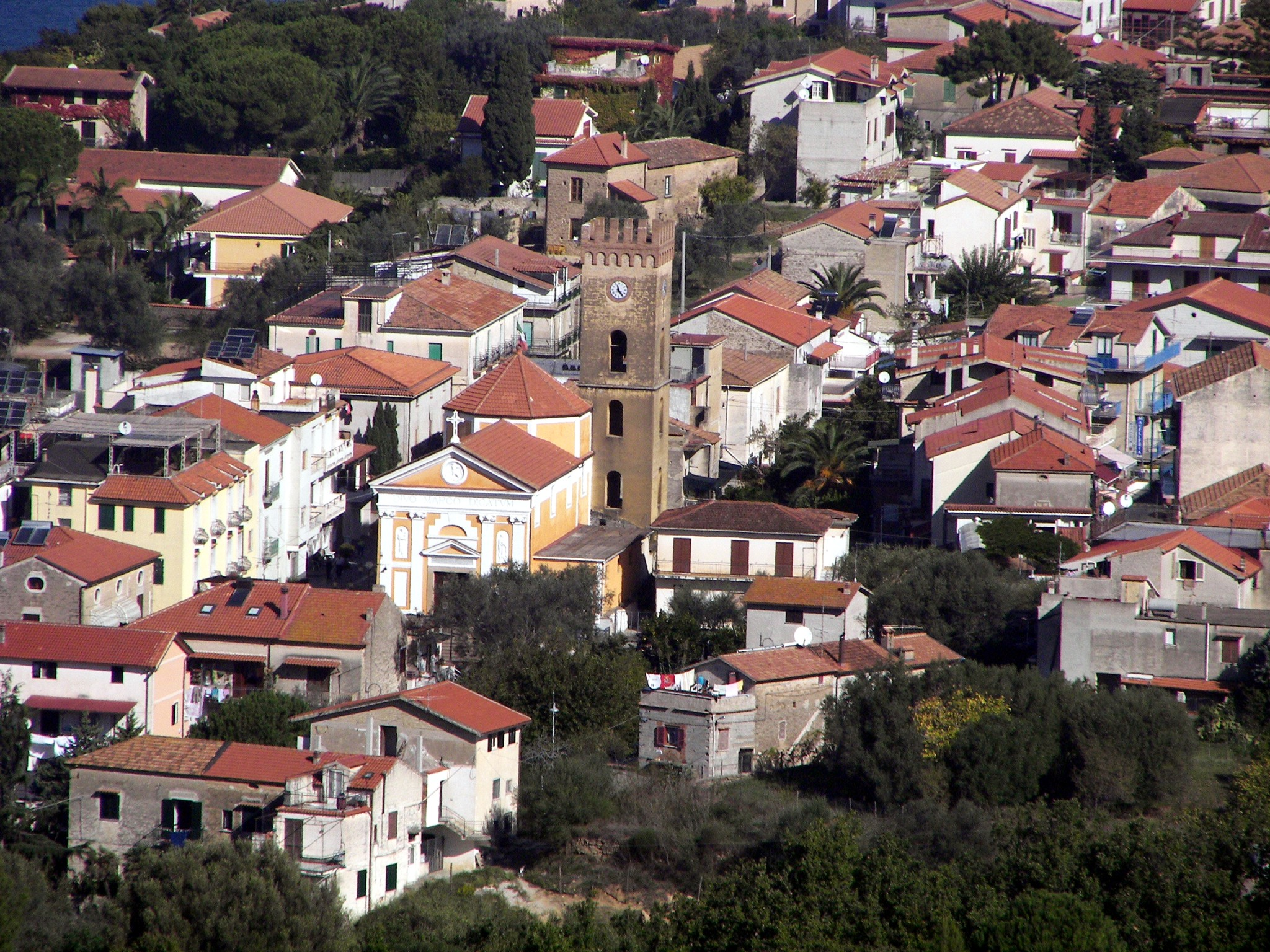
Chiesa di S.Marco
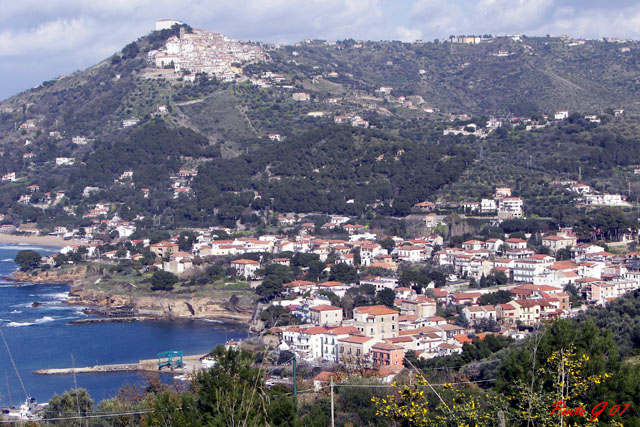
Porto di San Marco